# Phyllogomphoides apiculatus
Phyllogomphoides apiculatus är en trollsländeart som beskrevs av Cook och Gonzalez Sori 1990. Phyllogomphoides apiculatus ingår i släktet Phyllogomphoides och familjen flodtrollsländor. IUCN kategoriserar arten globalt som livskraftig. Inga underarter finns listade i Catalogue of Life.